# Loopkvantgravitation
Loopkvantgravitation (LKG) eller slingkvantgravitation (efter engelska: loop quantum gravity) är en föreslagen teori som förenar kvantmekaniska teorier (kvantfältteorier) och gravitation. Grundkonceptet är att rumtiden är kvantiserad vilket betyder att rummet och i viss mån tiden finns i ett slags minsta diskret struktur. Teorin introducerades av Amitaba Sen och Abhay Ashtekar 1986 och utgår från att tillämpa kvantmekanik på en formulering av allmänna relativitetsteorin. Teorin är ett av några få förespråkade alternativ till en sådan länge eftersökt beskrivning av kvantiserad gravitation. För andra alternativ, se artikeln om kvantgravitation. Namnet loopkvantgravitation kommer av att man försöker kvantisera gravitationen genom att använda en metod som kallas loopkvantisering, som formulerar teorin i termer av så kallade Wilsonloopar, eller Wilsonslingor.
Varför loopar? Ett skäl är att det uppstår besvärliga oändligheter när modern fysik ska förklara partiklar med hjälp av fält. En partikel i detta sammanhang är hur liten som helst – man kan komma oändligt nära. Detta problem löses i kvantfältteori genom så kallad renormering och fungerar för den elektrosvaga och den starka kraften. Men denna procedur fungerar inte alls när man försöker kvantisera gravitationen på samma sätt. Problemet kan lösas antingen genom att förneka att rumtiden är kontinuerlig eller att införa en dualitetsprincip och låta partikeln vara en pytteliten sträng. LKG utnyttjar båda sätten. För detta krävs nya matematiska verktyg och nya begrepp.
Elementarpartiklars inneboende rörelsemängdsmoment kallas spinn. LKG arbetar med spinn-nätverk, som är grafer, vars kanter åsatts tal som representerar spinnet. Varje kvanttillstånd för rumsgeometrin representeras av ett spinn-nätverk. Spinn-nätverken existerar inte i rummet – det är deras struktur som alstrar rummet. Genom att på olika sätt låta spinn-nätverk utvecklas i tiden, kan man åstadkomma den önskvärda diskreta rumtidsstrukturen. Detta blir ett slags kvantmekanisk motsvarighet till Einsteins ekvationer.
I den riktigt lilla skalan på Planck-nivån är rumtiden inte längre jämn, utan har en löddrig karaktär. I loopkvantgravitationen har sådana spinn-nätverk som utvecklas i rumtiden döpts till spinnskum (eng. spin foam). Studiet av spinnskum har vuxit till ett nytt forskningsområde inom loopkvantgravitationen. Ungefär som etern väljer den strukturen ut en privilegierad referensram och är därför inte kompatibel med Lorentz-invarians – en symmetri i speciella relativitetsteorin. Dess existens verkar därför inte gå ihop med experiment av Michelson-Morley-typ.

## Vägen till loopkvantgravitation
Vägen till loopkvantgravitation går via kvantkromodynamik, QCD och härrör ur en allmän idé av den teoretiske fysikern Chris Isham. 
Tanken är att rummet inte är kontinuerligt utan består av en graf med regelbunden struktur, ett s.k. gitter. Detta är en teori utvecklad av Kenneth Wilson och är en viktig länk till skapandet av loopkvantgravitationen. Enligt Wilson skulle man kunna beskriva det färgelektriska fältet i QCD genom att rita fältlinjer i gittret, s.k. wilsonslingor. Fältlinjerna följer kanterna och kvarkarna kan endast förekomma i noderna. Med enkla regler kunde Wilson beskriva vardagserfarenheter ur sin teori. På liknande sätt och oberoende av Wilson hade Alexander Poljakov utvecklat en dynamisk teori för färgelektriska flödeslinjer och loopar och enligt dualitetshypotesen visade han att strängar är lika grundläggande som elektriska fältlinjer.
Ett problem med Wilsons gitter var dock att de hade en absolut och låst struktur. Teorin blev på detta sätt bakgrundsberoende. Teorin såg bra ut men den behövde göras bakgrundsoberoende så att alla strukturer kunde bli dynamiska och relationsgrundande.
Ett steg i rätt riktning kom då Amitaba Sen och Abhay Ashtekar konstruerade en ny formulering av den allmänna relativitetsteorin som förenklade matematiken för teorin samtidigt som det matematiska språket hamnade mycket nära det som används i QCD. Dessa nya formler användes av Louis Crane, Ted Jacobson, Paul Renteln och Lee Smolin tillsammans med Wilsons och Poljakovs loopar men nu utan det fasta och absoluta gittret. Arbetet påminde starkt om det arbete som hade utförts i BCS-teorin för den elektriska supraledarbilden för gravitationsfältets flödeslinjer. Resultatet blev en exakt lösning till de fullständiga ekvationerna för kvantgravitation.
Med hjälp av Louis Kauffman och knutteorin avlägsnades beroendet av var looparna befann sig i rummet. Nu gav teorin en exakt beskrivning av fysiken på Planckskalan. Den var bakgrundsoberoende och rummet definierades av looparnas relationer: hur de var knutna, länkade och skar varandra. 
Slutligen användes en idé av Carlo Rovelli som gjorde looparna till de enda grundläggande variablerna i teorin. Drömmen om en teori för kvantgravitation hade uppnåtts. Teorin gavs namnet loopkvantgravitation.

## Bekräftande av teorin via experiment

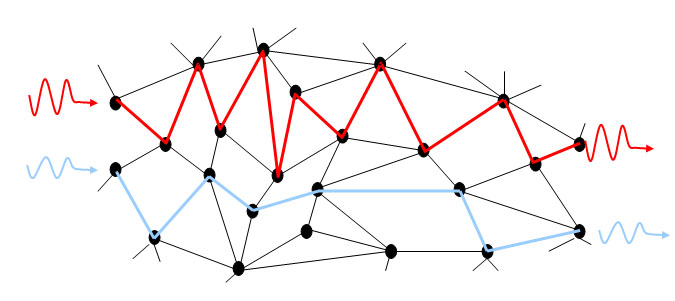
Olika våglängder hos fotoner ger en differens i framkomsttid vid avstånd på miljarder ljusår. Detta beroende på olika vägval i spinn-nätverken.

Fram tills idag har ingen lyckats genomföra ett experiment som visar att loopkvantgravitationen är en teori som stämmer med verkligheten. Teorin har inte gått att testa vare sig direkt eller indirekt. Det gäller för övrigt alla kvantgravitationsteorier. Ett möjligt experiment skymtar i det internationella samarbetsprojektet kallat Fermi Gamma-ray Space Telescope, där även Sverige ingår. Fermiteleskopet skickades upp som en satellit den 11 juni 2008. Teleskopet ska utföra flera undersökningar, varav en är att testa loopkvantgravitationens validitet. 
Testet går till på följande sätt, förenklat och kortfattat. Flera miljarder ljusår bort uppstår gammablixtar, de största urladdningarna i universum, enorma utbrott som utsänder gammastrålning. Strålningen skiljer något i våglängd. Olika våglängder kan inte, enligt loopkvantgravitationen, inta samma kvanttillstånd i rumtiden. Därför följer de olika vägar, kanter, i det spinn-nätverk universum är byggt av. Om teorin är korrekt, ska de enorma avstånden räcka till för att få en liten tidsförskjutning, mätbar med Fermiteleskopet. Tidsskillnaden bekräftar i så fall loopkvantgravitationen. Eftersom fotonernas våglängder från gammautbrott blockeras av jordens atmosfär, måste mätningarna göras i rymden.

### Populärlitteratur
- Smolin, Lee. Tre vägar till kvantgravitation. Natur och Kultur (2003). ISBN 91-27-08997-5.
- Rovelli, Carlo. What is Time? What is Space?. Di Renzo Editore, Roma, 2006
- Smolin, Lee (2003). Atoms of space and time

### Läroböcker
- Rovelli, Carlo; Francesca Vidotto (2015). Covariant loop quantum gravity : elementary introduction to quantum gravity and spinfoam theory. Cambridge University Press. ISBN 1107069629
- Rovelli, Carlo, Quantum Gravity, Cambridge University Press (2004). ISBN 0-521-83733-2